# NGC 997
NGC 997 (другие обозначения — UGC 2102, IRAS 02345-0705, MCG 1-7-16, NPM1G +07.0083, ZWG 414.27, PGC 9932) — линзовидная галактика (E, E+C S0/a?) в созвездии Кита. Открыта Альбертом Мартом 10 ноября 1863 года.
В той же области неба находятся галактики: NGC 998, NGC 999, NGC 1000, NGC 1001.
Этот объект входит в число перечисленных в оригинальной редакции «Нового общего каталога».

## Описание
Этот астрономический объект представляет собой спиральную галактику, который был описан Джоном Дрейером как «тусклый, маленький».
По оценкам, она находится на расстоянии ~291 млн световых лет (89,1 ± 6,7 Мпк) от Млечного Пути и имеет диаметр около 93 000 световых лет.
Радиальная скорость галактики NGC 997 составляет 6504 ± 42 км/с3.
Согласно морфологической классификации галактик Хаббла и де Вокулёра, NGC 997 относится к типу E+C, E. Видимый звёздный свет невооружённым глазом составляет 13,4 мА, в диапазоне от минимальной до максимальной частоты — 14,4 мА, а поверхностная яркость — 13,7 mag/arcmin2. NGC 997 имеет видимые размеры 1,1" х 1,1".
Объект датируется эпохой 2000.0. Его прямое восхождение, то есть угол, измеренный между эклиптикой и небесным экватором с вершиной в точке равноденствия, составляет 02ч 37м 14,4с, а его склонение, то есть высота дуги под этим углом, составляет +07° 20′ 09″.

## Наблюдение
NGC 997 и NGC 998 расположены близко друг к другу на небесной сфере и примерно на одинаковом расстоянии от Млечного Пути. Следовательно, они образуют пару галактик и могут находиться в гравитационном взаимодействии, хотя на изображении, кажется, что ничего не указывает на это. Это две близкорасположенные тусклые маленькие галактики, практически круглые, из них NGC 998 настолько тусклая, что похожа на призрак.
Возможно, NGC 997 сопровождает гораздо меньшая по размеру компактная галактика PGC 200205 (тип C) является спутником . 22 июня 2020 года системой автоматического обнаружения MASTER-SAAO (от англ. Mobile Astronomical System of the Telescope-Robots, англ. South African Astronomical Observatory) недалеко от NGC 997 был обнаружен новый очень тусклый астрономический объект (PSNe) — MASTER OT J023717.57+071736.1, расположенный в координатах 46.2"E,43.9"S (прямое восхождение (RA): 02ч 37м 57,0с, склонение (Dec): +07° 17′ 36,1″), нефильтрованная звёздная величина которого составила 17.0 m. Однако, согласно ранним наблюдениям, в этом месте нет астероидов.
Для NGC 997 NED02 в диапазоне электромагнитного спектра «B» (длина волны 445 нм, соответствует синему цвету) фотометрическая величина составляет 14,4 (14,6) и поскольку она расположена близко к небесному экватору, то её легче увидеть из северного и южного полушария в телескоп с апертурой 500 мм (20 дюймов) и более.

## Обнаружение и исследования
Этот астрономический объект, входящий в число перечисленных в оригинальной редакции «Нового общего каталога», был открыт обнаружен 10 ноября 1863 года немецким астрономом Альбертом Мартом с помощью телескопа зеркального типа с диаметром линзы 121,92 см (48 дюймов).
Объект NGC 997 был изучен рядом исследователей и поэтому включён в другие известные каталоги в соответствии с различными критериями классификации. Таким образом, объект отмечен в Каталоге основных галактик (PGC) под номером 9932. В Атласе звёздного неба эпохи 2000.0, Уранометрия 2000.0, объект принадлежит группе, обозначенной под номером 175; в то время как в Каталоге опорных звёзд (GSC) он сгруппирован под номером 52, в Морфологическом каталоге галактик (MCG) он находится под номером 1-7-16, в Уппсальском каталоге галактик (UGC) — 2102, в Каталоге Цвикки (CGCG) — 414-027 (0234.6+0705), в каталоге ZWG — 414.27.
В электронной базе данных VizieR астрономических объектов галактика NGC 997 записана под номерами IRAS F02345+0705, 2MASX J02371447+0718201, NPM1G +07.0083, UGC 2102.
Объект также был замечен в ходе фотографического исследования, проведённого Паломарской обсерваторией в 1958 году, где он упоминается в группе под номером 1306.

## Ближайшие объекты NGC/IC
Этот список содержит десять ближайших объектов NGC/IC на основании евклидова расстояния.
| Имя      | Расстояние от NGC 997 (угловые минуты) | Прямое восхождение (J2000) | Склонение (J2000) | Тип                            |
| -------- | -------------------------------------- | -------------------------- | ----------------- | ------------------------------ |
| NGC 998  | 0,03                                   | 2ч 37м 16,5с               | +7° 20′ 9″        | Спиральная галактика (S)       |
| NGC 1026 | 0,92                                   | 2ч 39м 19,2с               | +6° 32′ 40″       | Спиральная галактика (S0)      |
| IC 1820  | 1,31                                   | 2ч 35м 52,7с               | +6° 2′ 27,7″      | Спиральная галактика (S)       |
| NGC 1044 | 1,73                                   | 2ч 41м 6,1с                | +8° 44′ 19″       | Эллиптическая галактика (E-S0) |
| NGC 1046 | 1,73                                   | 2ч 41м 12,8с               | +8° 43′ 12″       | Эллиптическая галактика (E-S0) |
| IC 1825  | 1,84                                   | 2ч 38м 55,5с               | +9° 5′ 49″        | Спиральная галактика (Sc)      |
| NGC 975  | 2,49                                   | 2ч 33м 22,7с               | +9° 36′ 7″        | Спиральная галактика (S0a)     |
| NGC 1070 | 2,79                                   | 2ч 43м 22,0с               | +4° 58′ 7″        | Спиральная галактика (Sb)      |
| NGC 1107 | 3,12                                   | 2ч 49м 19,5с               | +8° 5′ 36″        | Спиральная галактика (S0)      |
| IC 1819  | 3,28                                   | 2ч 35м 41,8с               | +4° 3′ 8″         | Спиральная галактика (S0)      |